# ادی کاپرون
ادی کاپرون (انگلیسی: Eddy Capron؛ زادهٔ ۱۵ ژانویهٔ ۱۹۷۱) بازیکن فوتبال اهل فرانسه است.
از باشگاه‌هایی که در آن بازی کرده‌است می‌توان به باشگاه فوتبال نانت، باشگاه فوتبال رن، باشگاه فوتبال سدان، و باشگاه فوتبال لو مان اشاره کرد.